# Burgruine Walbenstein
Die Burgruine Walbenstein, auch Fingeller-Schlössl (Betonung auf der ersten Silbe) genannt, ist eine Burgruine auf einem steil aufragenden, fast sturmfreien Felskopf am Eingang des Südtiroler Sarntals. Zu der 1184/85 als Vallewenstan und Walbenstain erstmals genannten Burg, die sich heute auf dem Gebiet der Stadtgemeinde Bozen befindet, gelangt man über die alte Sarner Straße. Der Sekundärname Vingellerschlössl oder Fingeller-Schlössl ist auf den jüngeren Finggellerhof im Viertel Sand des Bozner Ortsteils Gries zurückzuführen.

## Geschichte
Der seit den späten 1150er-Jahren bezeugte Gottschalk von Severs (eine abgegangene Örtlichkeit bei Gries-Bozen), ein Ministeriale der Grafen von Eppan, nannte sich erstmals 1184/85 nach Walbenstein (Gotschalcus de Vallewenstan). Dieser auffällige Namenswechsel macht zugleich auch den Neubau der Anlage in der Zeit kurz vor 1184/85 wahrscheinlich.
Bereits Krahe und Marcello Caminiti mutmaßten – nach neueren Erkenntnissen durchaus zutreffend –, dass das von der örtlichen Bevölkerung so genannte Fingeller-Schlössl mit dem urkundlich belegten Walbenstein (auch Valbenstein geschrieben) identisch sei.

## Anlage

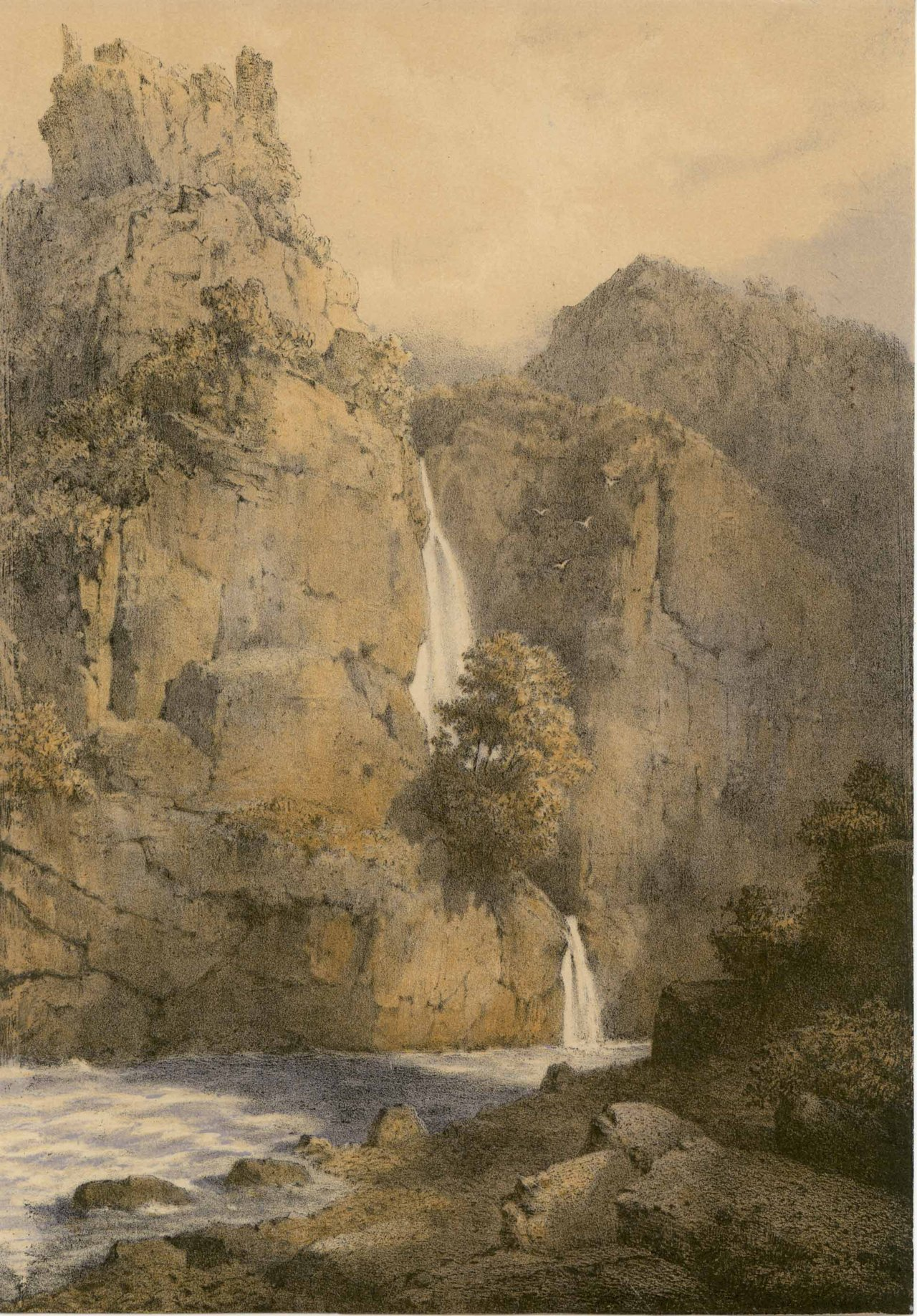
Farblithographie des 19. Jahrhunderts mit Walbenstein und dem Fingeller-Wasserfall (unbekannter Künstler)

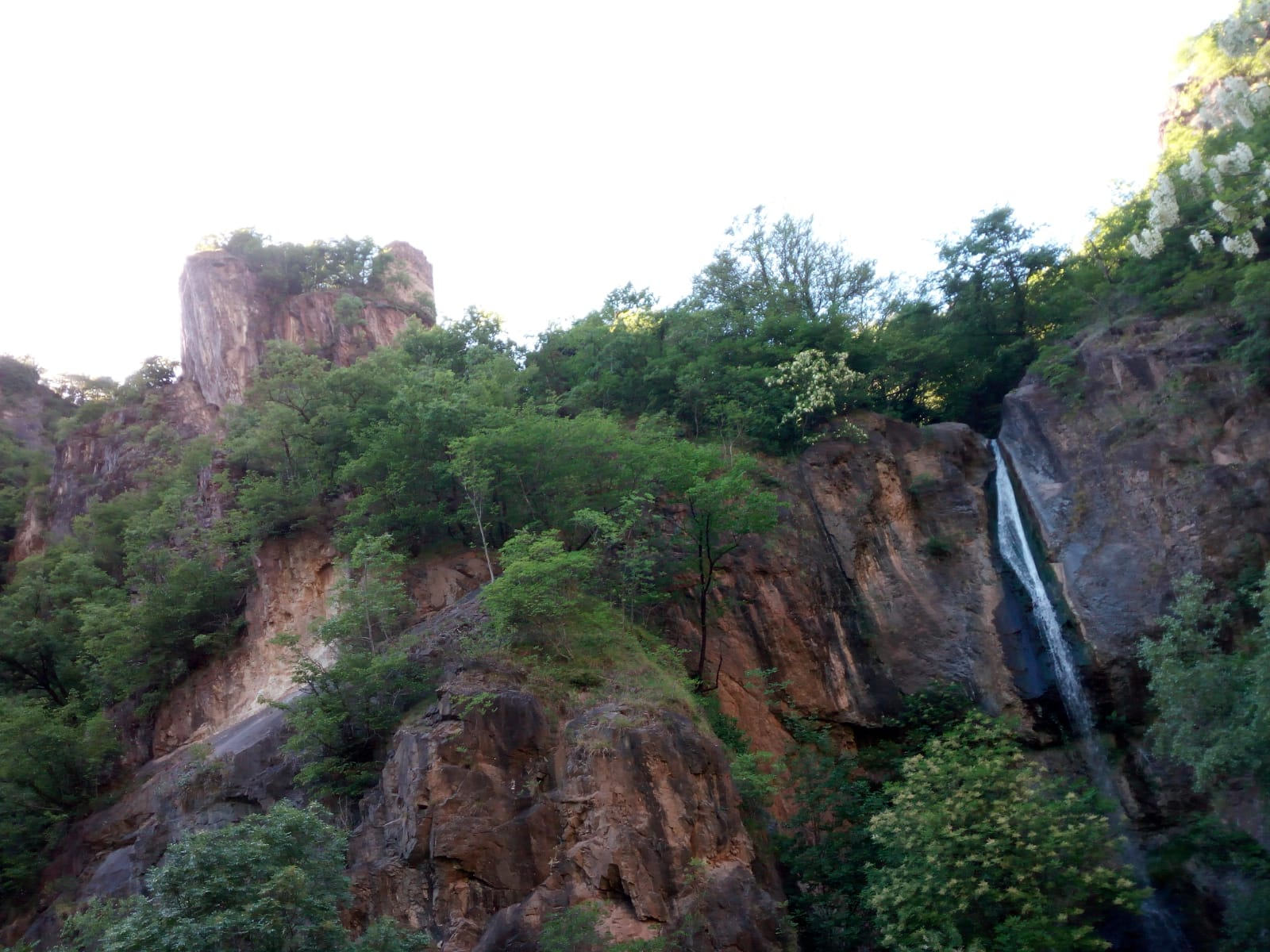
Walbenstein mit dem Fingeller-Wasserfall bei geringer Wasserführung

Die Anlage zieht sich schräg vom Felskopf den Hang hinunter und besteht aus einer größtenteils verfallenen Ringmauer, die einen höher gelegenen zweiteiligen Wohntrakt und ein tiefer gelegenes, dreigeschossiges Gebäude umschließt. Insgesamt ist wenig vom alten Baubestand erhalten. Die ehemaligen Hauptmauern der Hauptgebäude sind um die 1,80 Meter, die Ringmauer nur 1,20 Meter dick. Diese vergleichsweise schwachen Mauern genügten, um Sicherheit zu gewährleisten, denn die überaus sichere Lage machte den Einsatz von schwerem Belagerungsgerät wie etwa von Rammböcken unmöglich. Obwohl Krahe annahm, dass die Burg schon vor 1300 verfiel, zeigt der Augenschein vor Ort, dass dies unwahrscheinlich ist. Die Form der erhaltenen Fensteröffnungen und Schießscharten lässt den Schluss zu, dass die Anlage erst später aufgegeben wurde, denn die Schießscharten sind nicht für Bogen oder Armbrust ausgelegt, sondern wie Scharten für Feuerwaffen geformt. Die Annahme eines erst deutlich späteren Verfalls der Burg wird auch dadurch gestützt, dass Walbenstein im sogenannten „Zimmer der Spiele“ auf Schloss Runkelstein auf einem Fresko von ca. 1390 als noch intakte Burg abgebildet ist.
Die Burgruine Walbenstein gehört vom Baubestand her in eine frühe Generation von Burganlagen in Südtirol, die sich durch ihre exponierte Lage, die geringen Dimensionen und vor allem durch das Fehlen eines Bergfriedes auszeichnen. Ähnliche Anlagen sind die Leuchtenburg, Kasatsch, Steinegg und Afing. Sie sind klar von den Burgen der zweiten Generation aus den 20er- und 30er-Jahren des 13. Jahrhunderts wie Schloss Boymont, die Haselburg oder Schloss Runkelstein zu unterscheiden.